# Une fille épatante
Pour plus de détails, voir Fiche technique et Distribution.
Une fille épatante est un film français réalisé par Raoul André, sorti en 1955.

## Synopsis
Un policier qui se fait passer pour un truand, afin de piéger un trafiquant, se retrouve face à une jeune voleuse de voiture.

## Fiche technique
- Titre : Une fille épatante
- Réalisation : Raoul André
- Scénario :  Solange Térac
- Dialogue : Raymond Caillava
- Décors : Robert Hubert
- Photographie : Roger Fellous
- Montage : Gabriel Rongier
- Son : Pierre-Henri Goumy
- Musique : Daniel White
- Sociétés de production : Socipex - Vascos Films
- Directeur de production : Raymond Logeart
- Format :  Noir et blanc - 1,37:1 - 35 mm - Son mono
- Pays :  France
- Genre : Policier
- Durée : 88 minutes
- Date de sortie :
  - France - 6 décembre 1955

## Distribution
- Raymond Rouleau : Jacques Mareuil
- Sophie Desmarets : Dominique Laugier
- Grégoire Aslan : Atcheminocc
- Jean Lefebvre	: le joueur de trombone
- Fabienne Borderie : Marie-Chantal
- Mona Dol : la concierge
- Laurent Dauthuille : Maurice le chauffeur
- Jany Vallières : La comtesse
- Mario David : Tonio
- Robert Le Béal : Richardson
- Jean Degrave	: le maître d"hotel
- Simone Logeart	: Mme Becrou
- Paul Rieger
- Robert Sandrey
- Gabrielle Doulcet
- Luc Andrieux		: le barman
- Paul Demange	: le valet de chambre
- Jacques Muller	: le chasseur
- Fabienne
- Jacques Varennes	: Le président
- André Versini : François de Chambon
- Magali De Vendeuil : Henriette
- Simone Berthier : la fleuriste